# Сюсева
Сюсева (фр. Suscévaz) — громада  в Швейцарії в кантоні Во, округ Юра-Нор-Водуа.

## Географія
Громада розташована на відстані близько 70 км на захід від Берна, 26 км на північ від Лозанни.
Сюсева має площу 4,2 км², з яких на 3,9% дозволяється будівництво (житлове та будівництво доріг), 82,9% використовуються в сільськогосподарських цілях, 10,8% зайнято лісами, 2,4% не є продуктивними (річки, льодовики або гори).

## Демографія
2019 року в громаді мешкало 215 осіб (+19,4% порівняно з 2010 роком), іноземців було 14%. Густота населення становила 52 осіб/км².
За віковим діапазоном населення розподілялося таким чином: 21,9% — особи молодші 20 років, 54,4% — особи у віці 20—64 років, 23,7% — особи у віці 65 років та старші. Було 90 помешкань (у середньому 2,4 особи в помешканні).